# Telproces
In de stochastiek heet een stochastisch proces een telproces, als het proces alleen natuurlijke getallen als waarden aanneemt, begint te tellen bij 0 en monotoon niet-dalend is. Typische voorbeelden zijn de aantallen klanten die bij een loket aankomen om geholpen te worden en het aantal voorvallen die voor een bepaald tijdstip hebben plaatsgevonden, geteld vanaf een zeker moment.

## Definitie
Het stochastische proces {\displaystyle N_{t}} heet een telproces, als {\displaystyle N_{t}(\omega )\in \mathbb {N} }, {\displaystyle N_{t}(\omega )=0} voor alle {\displaystyle t<0} en {\displaystyle N_{t}(\omega )\leq N_{s}(\omega )} voor alle {\displaystyle t<s}.
Voorbeelden van telprocessen zijn het poissonproces en vernieuwingsprocessen.